# Parabelbella cuii
Parabelbella cuii är en kvalsterart som först beskrevs av Wang och Lu 1995.  Parabelbella cuii ingår i släktet Parabelbella och familjen Damaeidae. Inga underarter finns listade i Catalogue of Life.